# Sterjo Spasse
Sterjo Spasse, född 1914 i Makedonien, död 1989 i Tirana i Albanien, var en albansk författare.
Spasse debuterade 1935 med romanen Nga jeta në jetë - Pse!?, oftast bara kallad Pse!? (Varför!?). Romanen räknas till de albanska klassikerna och skiljer sig rätt mycket från Spasses senare verk, då han måste skriva böcker i  socialistisk realistisk stil. Spasse är bland annat översatt till engelska.

### Fotnoter
1. ↑  MAK, PLWABN-ID: 9810619677705606.[källa från Wikidata]
2. ↑  Trove, NLA Trove-ID: 1155785, läst: 9 oktober 2017.[källa från Wikidata]
3. ↑  Library of Congress Authorities, USA:s kongressbibliotek, id-nummer i USA:s kongressbiblioteks katalog: n85318443, läst: 30 december 2019.[källa från Wikidata]
4. ↑  Gemeinsame Normdatei, läst: 1 januari 2015.[källa från Wikidata]
5. ↑  Gemeinsame Normdatei, läst: 26 juni 2015.[källa från Wikidata]
6. ↑  Tjeckiska nationalbibliotekets databas, NKC-ID: js2014840786, läst: 16 december 2022.[källa från Wikidata]